# Salpesia soricina
Salpesia soricina là một loài nhện trong họ Salticidae.
Loài này thuộc chi Salpesia. Salpesia soricina được Eugène Simon miêu tả năm 1901.